# Karim Allawi
Karim Mohammed Allawi (1 de abril de 1960) é um ex-futebolista profissional iraquiano, que atuava como defensor.

## Carreira
Karim Allawi fez parte do elenco da histórica Seleção Iraquiana de Futebol da Copa do Mundo de 1986